# What-if analysis
Il termine what-if analysis si riferisce ad una tecnica di brainstorming utilizzata nell'ambito del processo decisionale ad esempio in ambito aziendale, per svolgere stime in ambito finanziario, per svolgere simulazioni e nell'ambito dell'analisi dei rischi (ad esempio: per individuare potenziali rischi nel settore assicurativo o per la salute e sicurezza associati ad un luogo di lavoro, un prodotto, un processo, ecc.).

## Descrizione
Il modo più semplice per applicare tale metodo è quello di porre la domanda "Cosa succede se ...?" (in inglese What if ...?, da cui il nome di tale tecnica), seguita da un possibile evento del quale si vogliano indagare le conseguenze.
Ad esempio, durante lo svolgimento dell'analisi dei rischi di una macchina, un esempio di domanda potrebbe essere: "Cosa succede se la macchina si inceppa?" A partire dalle risposte alle domande del tipo "what if", è così possibile discutere e indagare sulle possibili conseguenze nei diversi scenari ipotizzati.
Con lo sviluppo delle tecnologie informatiche e in particolare dell'intelligenza artificiale, le risposte alle domande del tipo "what if" possono essere elaborate anche attraverso simulazione computazionale. L'utilizzo di simulazioni al computer, anche se utile in molti casi, è comunque stato ritenuto rischioso se sono prese per "buone" così come sono senza ulteriori valutazioni sul particolare scenario ipotizzato e sul modelli utilizzati dal calcolare per svolgere la simulazione. Dall'altra parte, quando le risposte sono fornite all'interno di un gruppo di partecipanti, la validità e l'utilità di tale tecnica dipende in grossa parte dall'esperienza e dall'intuizione di tale persone, per cui tale tecnica può risultare incompleta rispetto ad altre tecniche di analisi dei rischi, come ad esempio HAZOP.

## Structured What If Technique
Structured What If Technique (o SWIFT) è una particolare tecnica di what-if analysis, dove il brainstorming è svolto in maniera strutturata, cioè più formale, pianificando anticipatamente il processo di analisi e le domande da porre del tipo "cosa succede se...?" anziché elaborarle su momento. Tale tecnica SWIFT è citata come un possibile modo per identificare i rischi nella norma CEI UNI EN IEC 31010 Gestione del rischio - Tecniche di valutazione del rischio.
Nella sua applicazione come tecnica per l'analisi dei rischi in ambito medico, è considerata più veloce e intensiva rispetto alla tecnica FMEA (Failure Modes and Effects Analysis).